# Lithoxenus miramae
Lithoxenus miramae är en insektsart som först beskrevs av Miram 1940.  Lithoxenus miramae ingår i släktet Lithoxenus och familjen vårtbitare. Inga underarter finns listade i Catalogue of Life.